# Madawaska
Madawaska – miasto w hrabstwie Aroostook, w stanie Maine w Stanach Zjednoczonych. Siedziba University of Maine at Fort Kent i baza treningowa biathlonistów amerykańskich. Miasto leży nad rzeką św. Jana, stanowiącą na tym odcinku granicę Stanów Zjednoczonych z Kanadą. Madawaska jest najdalej wysuniętym na północ miastem Nowej Anglii.
Dla 83,4% mieszkańców miasta Madawaska językiem ojczystym jest francuski. Wariant języka francuskiego używany w Fort Kent i na większości obszaru doliny rzeki św. Jana wykazuje wiele podobieństw do francuskiego używanego w Quebecu i Nowym Brunszwiku. Nazywany jest on français brayon i używa się go również w hrabstwach Madawaska i Victoria kanadyjskiej prowincji Nowy Brunszwik.